# Knackwurst (Braunschweig)

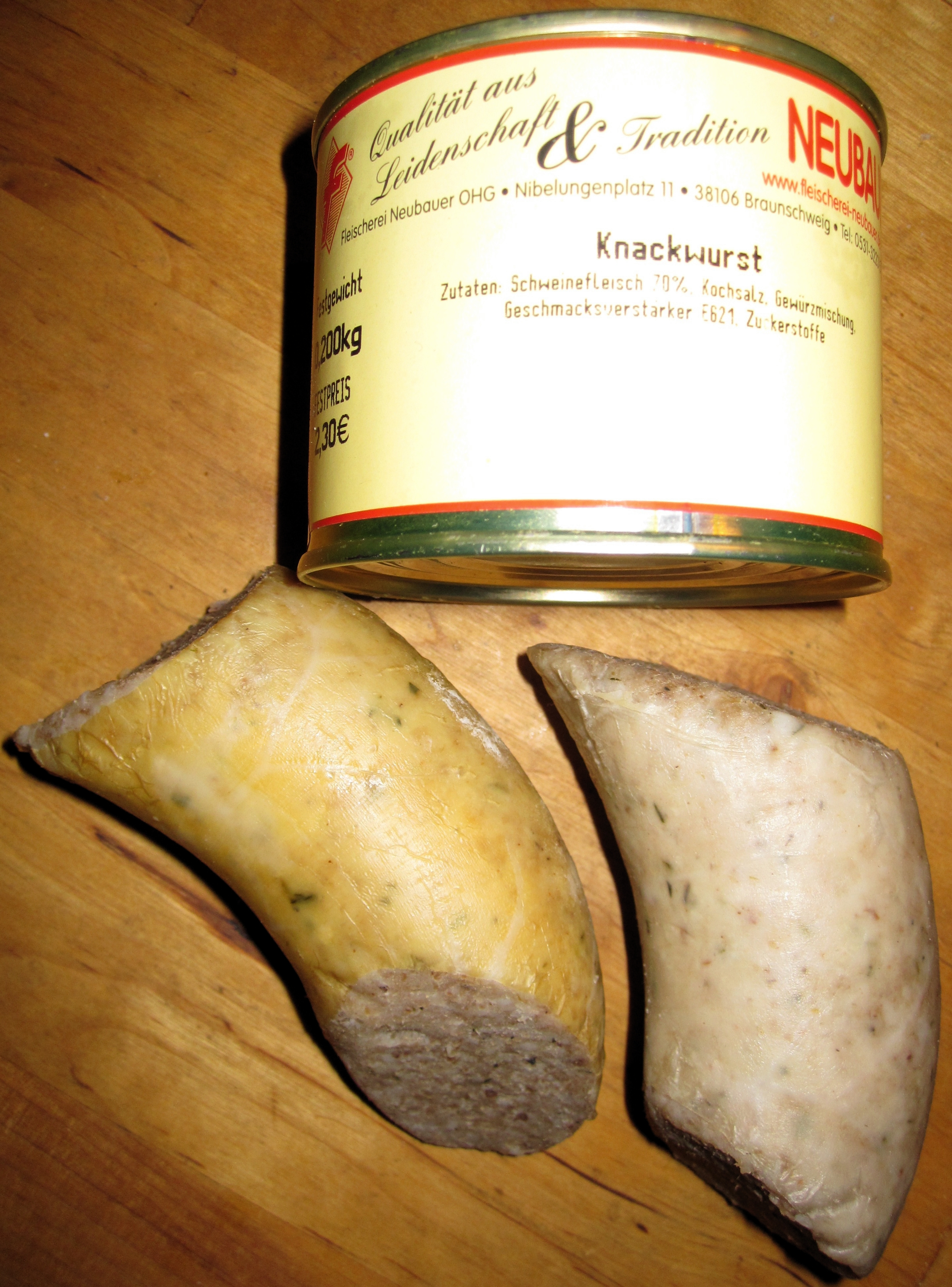
Verschiedene Arten von Knackwurst: in der Dose und im Naturdarm (rechts frisch und links geräuchert)

Die Knackwurst, überregional auch Weißwurst (nicht zu verwechseln mit Weißwurst) oder seltener auch Braunschweiger Knackwurst, ist eine fettreiche helle Kochwurst aus Braunschweig. Sie ist jedoch auch im Raum Hannover, im südlichen Niedersachsen, in Nordhessen, Ostwestfalen, Westthüringen und dem südwestlichen Sachsen-Anhalt verbreitet.

## Zusammensetzung und Herstellung

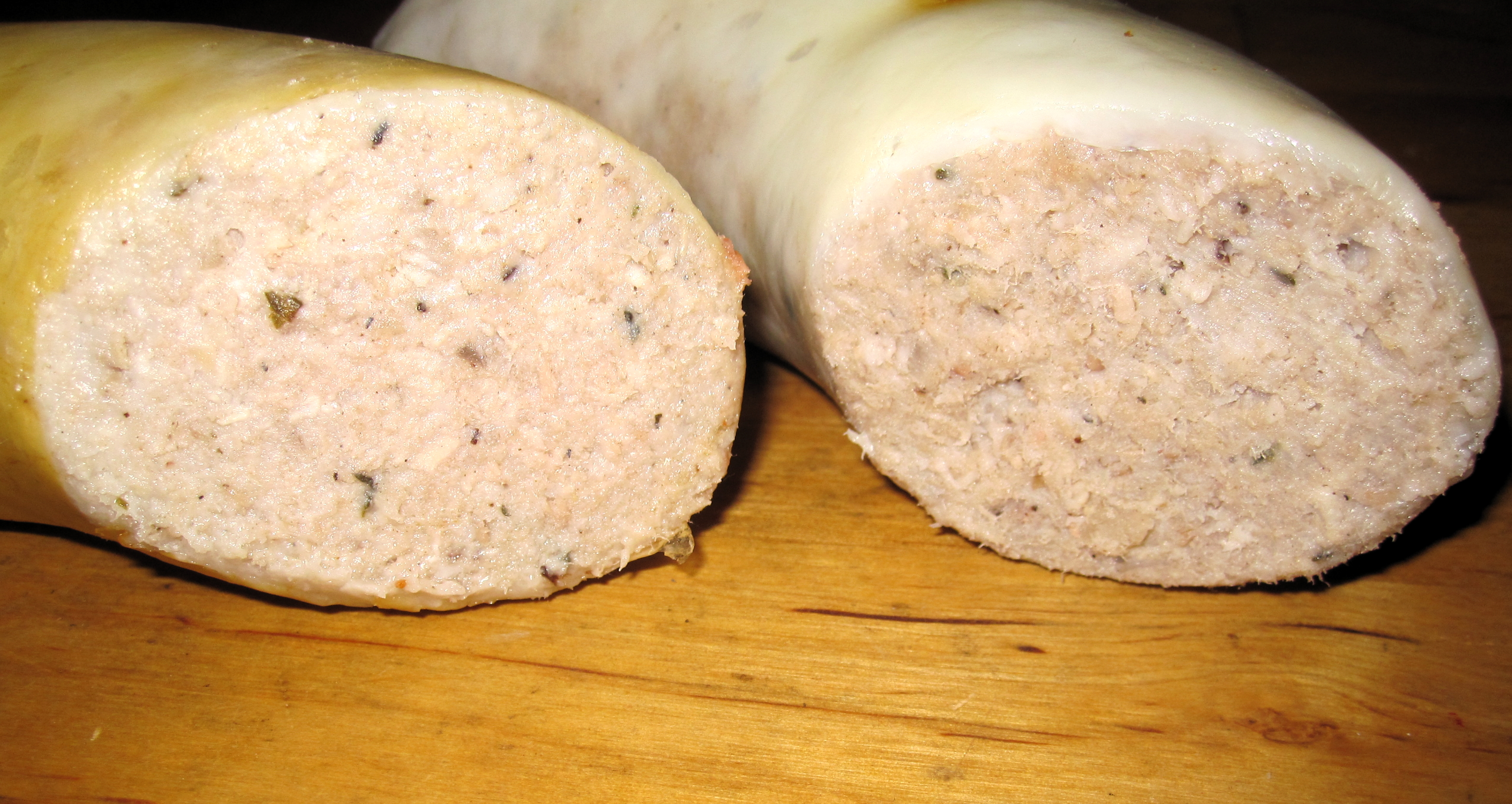
Querschnitt einer Knackwurst – links geräuchert, rechts ungeräuchert

Knackwurst besteht aus vier Teilen Schweinebauch ohne Sehnen und einem Teil Rückenspeck ohne Schwarte. Das Fleisch und der Speck werden für die Herstellung gekuttert. Gewürzt wird die Wurstmasse in der Regel mit Salz, schwarzem Pfeffer, Thymian, Kümmel und Knoblauch. Für die Wurstherstellung werden Schweinedärme mit 28/32-Kaliber verwendet, aber auch Gläser oder Konservendosen. Die frische Wurst wird in heißem Wasser oder Wasserdampf gegart. Sie ist frisch oder geräuchert erhältlich. Knackwurst wird als Aufstrich auf Brot gegessen oder seltener als würzende Zutat im Grünkohl beim Kochen zugefügt, wobei sie sich vollständig auflöst.